# Сеттерквист, Ларс
Ларс Юхан Сеттерквист (швед. Lars Johan Zetterquist; 25 марта 1860 — 1946) — шведский скрипач.

## Биография
В 1875—1878 гг. учился в Стокгольмской консерватории, затем на протяжении двух лет совершенствовался в Париже под руководством Юбера Леонара. С 1882 г. скрипач Королевской капеллы, с 1886 г. её концертмейстер. Одновременно руководил оркестрами различных шведских воинских подразделений. В 1893—1900 гг. руководил собственным квартетом. В 1912—1915 гг. осуществил несколько записей. Преподавал в консерватории, где среди его учеников были Хуго Альвен и Хельмер Александерссон. Входил в состав созданной в 1908 году Комиссии по народной музыке (швед. Folkmusikkommissionen), собиравшей и систематизировавшей шведский народный музыкальный материал. В 1925 г. вышел в отставку со всех постов и поселился недалеко от города Арвика, посвятив себя занятиям сельским хозяйством и урокам скрипки в сельской школе.
Один из сыновей Сеттерквиста, Ларс Сеттерквист-младший (1892—1987), стал виолончелистом, другой, Жером (1898—1968), — художником.